# Clavinet
|  | No s'ha de confondre amb Clarinet. |

El clavinet és un instrument de teclat electrònic que es va fabricar per la companyia alemanya Hohner des de la dècada de 1960 fins a principis dels anys 80. És essencialment una versió electrònica del clavicèmbal, un instrument de teclat antic. El so característic del clavinet és àmpliament reconegut en molts enregistraments de música pop i funk de les dècades de 1970 i 1980.

## Història
El clavinet va ser inventat per Ernst Zacharias i es va introduir per primera vegada el 1964. El seu disseny estava basat en el clavicèmbal, però utilitzava components electrònics per produir el seu so. Aquest instrument es va fer especialment popular en els anys 70, sent utilitzat per artistes com Stevie Wonder, Billy Preston, i Led Zeppelin.

## Disseny i funcionament
El clavinet produeix el seu so mitjançant un conjunt de martells que colpegen unes cordes metàl·liques, de manera similar a un piano elèctric. Cada corda està connectada a un petit pastill que converteix les vibracions de la corda en un senyal elèctric. Aquest senyal és processat per un amplificador intern i emès per un altaveu.

## Models
Els models de clavinet més coneguts inclouen el Clavinet I, Clavinet II, Clavinet L, Clavinet D6, i Clavinet E7. El model D6 és probablement el més famós, conegut pel seu ús en nombrosos èxits musicals dels anys 70.

## Ús en la música moderna
El clavinet ha estat utilitzat en molts gèneres musicals, incloent el funk, el rock, i el jazz. El seu so distintiu es pot escoltar en cançons icòniques com "Superstition" de Stevie Wonder i "Trampled Under Foot" de Led Zeppelin.